# Czesław Mroczek
Czesław Mroczek (Kałuszyn; 20 de Julho de 1964 — ) é um político da Polónia. Ele foi eleito para a Sejm em 25 de Setembro de 2005 com 8311 votos em 18 no distrito de Siedlce, candidato pelas listas do partido Platforma Obywatelska.